# 쉐브 울리

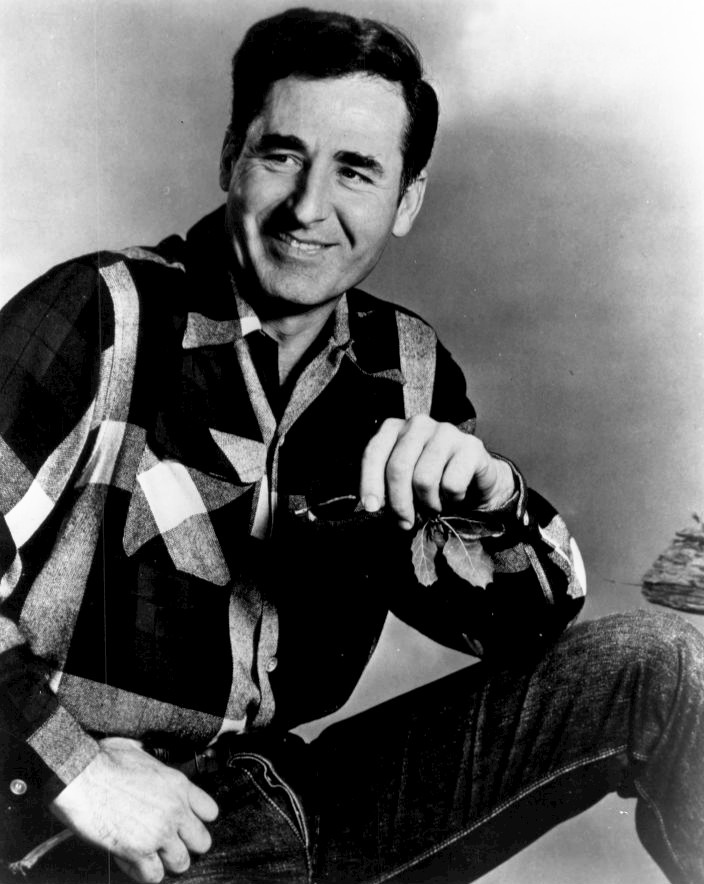

쉐브 울리(Sheb Wooley, 1921년 4월 10일 ~ 2003년 9월 16일)는 미국의 음악가, 작곡가 겸 작사가, 가수, 영화배우, 텔레비전 배우이다. 2003년 내슈빌에서 백혈병으로 사망하였다.

## 방송
- 용감한 린티

## 영화
- 외계 소년 퍼플 (1988년)
- 후커와 스캐그 (1986년)
- 후지어 (1986년) - 클리터스 역
- 실버라도 (1985년)
- 더 돌메이커 (1984년)
- 무법자 조시 웰즈 (1976년)
- 워 웨곤 (1967년)
- 로우하이드 (1959년)
- 자이언트 (1956년)
- 심판 (1955년)
- 스타가 아닌 사나이 (1955년)
- 쟈니기타 (1954년)
- 로즈 마리 (1954년)
- 러스티 맨 (1952년)
- 하이 눈 (1952년) - 벤 밀러 역
- 론 레인저 - 49년 시리즈 (1949년)